# Black Pass
Black Pass är ett bergspass i Antarktis. Det ligger i Västantarktis. Argentina, Chile och Storbritannien gör anspråk på området. Black Pass ligger 953 meter över havet.
Terrängen runt Black Pass är kuperad åt nordväst, men åt sydost är den bergig. Black Pass ligger uppe på en höjd. Trakten är obefolkad. Det finns inga samhällen i närheten. 